# Alekszej Vlagyimirovics Berezuckij
Alekszej Vlagyimirovics Berezuckij (Moszkva, 1982. június 20. –) orosz válogatott labdarúgó, edző. Az orosz válogatott tagjaként ott volt a 2008-as, a 2012-es, valamint a 2016-os Európa-bajnokságon. Ikertestvérével Vaszilijjal a CSZKA Moszkva játékosai voltak.

## Pályafutása
Berezuckij a moszkvai Szmena sportiskolában kezdett el futballozni, pályafutását 1999-ben, a Torpedo-ZIL Moszkvában kezdte meg. Később a Csernomorec Novorosszijszkban is megfordult, majd 2001-ben a CSZKA Moszkvához igazolt. Első gólját a 2005-ös UEFA-kupa-döntőben szerezte, ezzel ő is hozzájárult csapata 3-1-es győzelméhez a Sporting CP ellen. Egy Manchester United elleni Bajnokok Ligája-mérkőzés után tiltott anyagot találtak a vizeletében. Az UEFA bizottságának azt mondta, megfázott, ezért gyógyszert vett be, és ezt mutatta ki a vizsgálat. Egymeccses eltiltást kapott.

## Válogatott
Berezuckij 2003-ban mutatkozott be az orosz válogatottban. Egy Románia elleni barátságos mérkőzésen ő viselhette a csapatkapitányi karszalagot. A válogatott tagjaként ott volt a 2008-as és a 2012-es Európa-bajnokságon.
Első gólját a válogatottban 2016. június 11-én rúgta az Európa-bajnokságon, az Anglia elleni labdarúgó-mérkőzésen.

## Sikerei, díjai
- CSZKA Moszkva
  - Orosz bajnok: 2003, 2005, 2006, 2012–13, 2013–14, 2015–16
  - Orosz kupa: 2002, 2005, 2006, 2008, 2009, 2011, 2013
  - Orosz szuperkupagyőztes: 2004, 2006, 2007, 2009, 2013
  - UEFA-kupa: 2005

## Statisztika
2021. december 11-én lett frissítve.
| CSZKA Moszkva | 2021. július 19. | jelenleg is | 20 | 11 | 3 | 6 | 55 |
| Összesen      | Összesen         | Összesen    | 20 | 11 | 3 | 6 | 55 |

## Fordítás
- Ez a szócikk részben vagy egészben  az   Aleksei Berezutski című angol Wikipédia-szócikk fordításán alapul.  Az eredeti cikk szerkesztőit annak laptörténete sorolja fel. Ez a jelzés csupán a megfogalmazás eredetét és a szerzői jogokat jelzi, nem szolgál a cikkben szereplő információk forrásmegjelöléseként.